# 地獄甲子園
『地獄甲子園』（じごくこうしえん）は、漫☆画太郎の漫画作品、およびそれを原作にした映画作品。『月刊少年ジャンプ』で1996年5月号から1997年4月号まで連載された。2002年に実写映画化、2009年に漫画家デビュー20周年企画としてOVA化された。
単行本は全3巻（ジャンプコミックス）。映画公開に合わせて、番外編や本編とあまり関連性のないストーリーをオミットし1冊にまとめ『地獄大甲子園』のタイトルで単行本が再刊行されている。

## 物語
甲子園出場を目指して張り切る星道高校野球部と校長の朝倉南太郎。しかし、予選一回戦の相手が外道高校と知って愕然とする。星道高校は過去にも、極悪非道のラフプレイを得意とする外道高校によって選手を再起不能にされ、試合放棄を余儀なくされたことがあったからである。
一方、星道の一年球拾い・メガネは転校生の野球十兵衛に出会い、星道の番長との抗争に巻き込まれるが、十兵衛と番長は死闘の末、和解。打倒外道のため、喧嘩も野球もできる「ケンカ野球戦士」を探し始めるが、十兵衛が刑務所で息を引き取ったり、まったく関係ない話が入ったり、仕切り直したりで話は一向に進まない。
結局、連載最終話は十兵衛がケンカ野球戦士を引き連れて再登場するシーンで完結した。単行本では試合結果を知る最後の生存者が、結末を語る前に他界して完結。その後に出た単行本『地獄大甲子園』でも、最終話は外道高校監督が通りすがりのばばあと一緒になって、「甲子園にいきたいかー!」「失楽園にいきたいぞー!」とシュプレヒコールを繰り返す結末になっている。

### 真相
連載開始早々、アンケートの結果が後ろから2番目だったため、テコ入れのために編集部から路線変更を余儀なくされていたことを、作者の漫☆画太郎がインタビューで明かしている。このため、試行錯誤として脈絡のないストーリーを挟んでいたが、状況は改善しなかった。実際、外道高校との試合の最後までのネームは連載開始までに完成していたため、漫☆画太郎自身が試合結果まで描かせるように編集部に頼んだが、編集部は頑として聞き入れず、ついに打ち切りとなった。連載終了後、漫☆画太郎は単行本の巻末コメントで、「連載中はいやな事ばかりの連続だった。思い出したくもないし、最初から描きたくもなかった」と、初期段階から制作意欲の希薄な作品であったことを明かしている。しかし、実写映画版公開直前のインタビューでは「僕は『地獄甲子園』に関しては、まったく後悔していません。本当に精一杯やって完全燃焼しましたから、大満足です!!!」と答えている。

## 登場人物

### 星道高校

#### 主要人物
野球十兵衛
本作の主人公。星道高校に転校してきた少年。神懸かり的なピッチングスキルを持つ投球の天才だが、幼少期に実の父親をキャッチボールの際に誤って死亡させてしまったことを悔やみ、投球することを封印した過去を持つ。魔球「スーパートルネード波」を繰り出す。
自分の名前を「十兵衛」としか言わなかったため苗字が不明だったが、単行本3巻の登場人物紹介で「野球十兵衛」のフルネームが明かされた。
メガネ
チビで野球もてんで駄目な星道高校野球部の一年生。しかし義理人情に篤く、強靭な精神と根性、不死身の肉体を併せ持つ。外道高校戦でも、ミサイルバット、爆弾ボールなどに耐え、その後も試合を続行させるなど活躍を見せる。
映画版では十兵衛との意外な関係が明らかにされる。

#### 教師
朝倉南太郎
甲子園制覇を目指す星道高校校長兼同野球部監督。十兵衛の投法を「スーパートルネード投法」と名付けたが、この名称は大リーグロサンゼルス・ドジャースの投手・野茂英雄のトルネード投法のフォームから回転して投げるため。
メガネと双璧をなす精神力・肉体の持ち主で、外道戦においても、地雷、金属バットで後頭部を強打されるなどの外道プレイに耐えた。
人工呼吸にも長けており、番長との戦いで眼球が飛び出し瞳孔が散大した十兵衛を蘇生させることに成功した。
校長でありながら十兵衛の名前はおろか転校してきたこと自体を把握しておらず、十兵衛を終始「コブ男」と呼び続けていた。
教頭
星道高校教頭で、朝倉の腹心。十兵衛の放ったスーパートルネード波の球速を測定している最中、スピードガンが爆発して重傷を負う。後に甲子園大会地区予選一回戦で再登場するも、失踪した十兵衛を探す途中で喉が渇き、「のむべからず」と注意書きされた井戸の水を飲んでしまい、下痢・嘔吐を繰り返して死亡。今際の際に幸せな幻覚を見、その死に顔は安らかであった。
映画版では校長、番長と共に外道高校に戦いを挑んで死亡。その後、最新医学によってサイボーグ「メカ教頭」として復活し、最終決戦に参加した。
死亡時のナレーション「あなたはこんな顔で死ねますか?」は単行本初版にて加筆部分に再使用されたのを皮切りに、映画版ほか、これ以降の画太郎作品（『世にも奇妙な漫☆画太郎』等）でも折々に使用されるフレーズとなる。
珍八
星道高校の教師。熱血漢で、星道高校と外道高校との試合観戦を厳禁する。応援に行くコギャル隊を力ずくで止めようとするが、太郎の執念に敗れた。作者のデビュー作『DRAGON BALL外伝』から登場している古参キャラクター。

#### 野球部員
番長
星道高校十年生の番長。とにかく巨大な体をしており、その大きさは自らの子分を掌に乗せ、片足で子分を踏み潰してしまうほど。天才的なキャッチ能力を持つが、ピッチングも超一流。一度十兵衛と戦って死亡した後、あの世で十兵衛の親父に諭され生まれ変わった。十兵衛と共に「ケンカ野球戦士」の探索にあたるため失踪する。その直後に十兵衛は投獄されているが、番長に関しては記述が無いため、どうなったかは不明。
映画版では十兵衛と戦って改心した後、外道高校との戦いに敗れて死亡し、原作と同様の経緯で復活した。復活する度に顔（演者）が変わる。
松井ゴリラ
星道高校野球部キャプテンで4番にして、校長が特に目を掛ける星道ナインのスタメンの一人。止める校長を叩きのめして外道高校との試合に挑むが、全身黒焦げの重傷を負い、校長の腕の中で死亡。
映画版では死亡後、最新医学によってサイボーグ「メカゴリラ」として復活し、最終決戦に参加した。
チクワブ
145Kmの豪速球を投げるピッチャー。校長が集めた星道ナインのスタメンの一人。外道高校の外道プレイで死亡。
イタロー
打率は五割の打者。校長が集めた星道ナインのスタメンの一人。外道高校の外道プレイで死亡。
ハヤミ
盗塁成功率が99%と驚異的な選手。校長が集めた星道ナインのスタメンの一人。外道高校の外道プレイで死亡。
デブ山、サル島
いずれも星道高校の球拾い。松井の命令で試合場の門番をした。

#### 生徒
これらの人物は、『地獄大甲子園』に未収録のエピソードに登場。
山田太郎
星道高校の男子生徒。坊主頭。本編第4部では球場に向かうコギャル隊の前に立ち塞がる珍八に戦いを挑むが、首を絞め過ぎてしまったことで珍八を心肺停止状態に追い込んでしまう。しかし、高校生にして殺人犯と後指を指されることを恐れたが故の懸命な人工呼吸の末、珍八を蘇生させることに成功した。『三年B組珍八先生』では珍八にエロ本を没収された。
おっかけコギャル隊
チャバネ
チャバネゴキブリの名を冠しているが、コギャル隊の中では最も女子高生らしい風貌をしている。夢見る夢子。松井の熱烈なファンだったが、太郎と結ばれる。
映画版では星道高校チアリーディング部の一員で、最終決戦にも星道ナインの一人として参加。
パトラ
エジプトの壁画のような顔。気高い。口癖で「超～」を付ける。
映画版では星道高校チアリーディング部の一員。最後まで星道ナインの応援に徹した。
つる子
女子高生ながら頭が禿げ上がっている。おきゃん。当時ギャル語だった「チョベリバ」の他、「超疑問」を略した「チョギモー」、「超万事休す」を略した「チョバキュー」を使う。
映画版では星道高校チアリーディング部の一員。最後まで星道ナインの応援に徹した。
珍太バネ
太郎とチャバネの間に出来た男の子。珍八先生の"珍"、太郎の"太"、チャバネの"バネ"の字を貰って名付けられた。

### 外道高校
監督
外道ナインの司令塔。頑健な蓬髪の大男。審判を恐怖で支配しているため試合場の中ではやりたい放題で、反則の揉み消しはおろか、スコアボードすらも意のままに動かせる。一方、試合場の外では殺すなと部員に厳命しており、違反者には耳を食いちぎる等の厳罰を与える。クールなイメージを心がけているが、泰造パンチには恐怖して小便を漏らした。
ほういち
試合場の外でメガネを襲ったことを見咎められ、監督に耳を食いちぎられて以後は包帯を顔に巻いている。選手交代でメガネが出場するや、復讐のため代打で出場。バットを駆使した外道プレイで校長とメガネを痛めつけた。
映画版では監督と十兵衛が和解したのを受けて監督を見限り、外道ナインや試合を見に来た野次馬を殺して回るが、十兵衛に倒された。
ガイ吉
代打でほういちに打順を譲ったため、プレイ内容は謎に終わる。原作漫画では一コマのみの登場だったが、映画版では頭にボルトの刺さった奇怪な風貌で登場。
外道ナイン
全員が妖怪のような風貌をしている。試合を合法的な殺人のできる遊び場としか考えておらず、対戦チームを試合続行不能に追い込んで勝ち進んでいた。映画版では甲子園大会に進出、優勝している。
化学班
サングラスとキノコ頭が特徴的な科学者。外道ナインの凶器を製造するのが仕事。

### その他
中村泰造
当初はただの名も無き酔っ払いだったが、懸賞付き読者投票でこの名前に決まった。泰造パンチに変身したが、地雷を踏んで死に、外道高校監督に屈辱的な戒名を付けられた上、懸賞も一蹴されてしまう。元ネタは作者の週刊少年ジャンプ時代の担当編集者の名前で、『珍遊記 -太郎とゆかいな仲間たち-』にも同じ名前のキャラクターが登場している。
パンチ
泰造の飼っている犬。泰造と共に読者投票で名前が決まったという設定。二足歩行が出来、泰造と合体して泰造パンチに変身する。
泰造パンチ
泰造とパンチが合体した怪物。恐竜と人間を合わせたような奇怪な姿で、パンチ攻撃を得意とする。外道高校と審判の横暴に激怒、審判全員を殴り倒し、その戦闘力と威圧感で外道監督を恐怖で失禁させる活躍を見せたが、いざ外道高校チームに襲い掛かろうとした矢先に彼らがグラウンド内に仕掛けた地雷を踏んで死亡。直後に死体も泰造とパンチに分離してしまい、外道監督に屈辱的な戒名を贈られた。
少女
暖炉の前で老人に地獄甲子園の話をせがむ少女。
おじーさん
星道高校対外道高校戦の試合結果を知る最後の生存者だったが、結末を語る前に他界。

### 外伝「ラーメンバカ一代」登場人物
※『地獄大甲子園』未収録。
めん太郎
第二次世界大戦の終結を知らずに無人島で逞しく生きる野生児。画太郎いわく実在の人物。映画版では冒頭こそ原作通り少年の姿だったがラーメン修行の期間が長過ぎたためかすっかり小太りの中年男に変貌してしまった。
ババー
めん太郎の祖母。人生に幕を降ろす前に生前の夫と一緒に食べたラーメンをもう一度食べたいと渇望する。
ラーメン屋
日本一うまいと評判のラーメン屋。めん太郎にラーメン作りを教える。

## 映画版

### 映画第1作
2003年度ゆうばり国際ファンタスティック映画祭ヤングファンタスティックグランプリ部門グランプリ受賞作品。監督の山口雄大はこの作品以降『ババアゾーン』、『魁!!クロマティ高校』などの漫画作品の実写映画化を多く手がけた。クロックワークスの第一回作品・配給。
原作者・漫☆画太郎が脚本作業に全面的に協力し、原作では描かれなかった結末を描いている。原作にあったシーンは前半部（十兵衛と番長との戦い→予選一回戦の開始）のみで、以降はほぼオリジナルストーリーで話が進んでいく。
外伝「ラーメンバカ一代」も同時上映。

#### スタッフ（第1作）
- 監督：山口雄大
- 原作：漫☆画太郎『地獄甲子園』（集英社／ジャンプコミックス刊）
- 脚本：桐山勲、山口雄大
- 製作：千葉善紀、藤本隷
- 企画プロデュース：佐谷秀美
- プロデューサー：北村龍平
- 撮影監督：古谷巧
- 編集：掛須秀一
- 音楽：矢野大介
- アクション監督：下村勇二
- 特殊メイク：仲谷進
- ギャグ監修：増本庄一郎
- Infernoアーティスト：進威志
- 脚本協力：漫☆画太郎、石井輝男、北村龍平、高津隆一
- 撮影協力：和歌山市
- 挿入歌：
  - 「Battle Guys～トルネードmix」
作詞・作曲 - 生方一城 / 演奏 - PROM
  - 「桜 第一楽章・第二楽章」
作詞 - 桐山勲、矢野大介 / 作曲 - 矢野大介 / 編曲 - 森野宣彦 / 歌 - 坂口拓&坂口亜紀（第一楽章）、三城晃子&魚谷佳苗（第二楽章）

- エンディングテーマ：「KICK IT!!」SONGS COMPOSED and PERFORMED by 小宮山雄飛
- 製作：メディア・スーツ、クロックワークス
- 制作：スープレックス
- 制作協力：ナパームフィルムス
- 配給：クロックワークス

#### キャスト（第1作）
- 野球十兵衛：坂口拓
- メガネ：伊藤淳史
- 外道監督：谷門進士
- ほういち：榊英雄
- 教頭：飯塚俊太郎
- 番長2：西尾季隆（X-GUN）
- 松井ゴリラ：土平ドンペイ
- 番長3：生田目研人
- ばばあ（メガネの母）：三城晃子
- 若い頃のばばあ：魚谷佳苗
- 生徒会長：大場一史
- 中村泰造：勝俣喜章
- 審判長：増本庄一郎
- 十兵衛の親父：蛭子能収（特別出演）
- パンチ：ひめ（柴犬）
- 番長1：小西博之
- 校長：永田耕一
- ナレーション、パンチの声：下條アトム

#### スタッフ（ラーメンバカ一代）
- 監督、編集：山口雄大
- 原作：漫☆画太郎（集英社／ジャンプコミックス刊）
- 脚色：山口雄大、桐山勲、増本庄一郎
- 製作：千葉善紀、藤本隷

#### キャスト（ラーメンバカ一代）
- めん太郎：佐藤佐吉
- めん太郎（幼少期）：生田目研人
- ババー：勝俣喜章
- ラーメン屋：菅田俊
- ナレーション：木村匡也

### 映画第2作
『デッドボール』。前作より9年後に『SUSHI TYPHOON まつり』の一作として公開された青春アクションスプラッタコメディ。R-15+指定。主演の野球ジュウベエ役・坂口拓以外はスタッフ・キャストいずれも一新され、内容も前作とは一切関係がない。女優の星野真里が実年齢より一回り以上年下の16歳の男子高校生役を演じている。

#### スタッフ（第2作）
- 監督 - 山口雄大
- アクション監督 - 下村勇二
- 製作 - 杉原晃史
- プロデューサー - 千葉善紀、島澤晋
- 脚本 - 戸梶圭太
- 撮影 - 岡雅一
- 音楽 - 森野宣彦
- VFXスーパーバイザー - 鹿角剛司
- 配給 - 日活

#### キャスト（第2作）
- 野球ジュウベエ - 坂口拓
- 鈴木新之助 - 星野真里
- 石原 - 蜷川みほ
- カミヤマ - 須賀貴匡
- アイボール - ペ・ジョンミョン
- イルザ・ツヴァイ - 播田美保
- ブラックラグーン - 高野漁
- ジュウベエの父親 -  ミッキー・カーチス
- アナウンサー -  山寺宏一
- 三船知事 - 田山涼成
- 阿藤快
- Erina

## OVA版

### 概要
2009年、漫☆画太郎漫画家デビュー20周年記念企画「クソして寝たら20周年! 漫☆画太郎まつりだ、バカヤロー!!」第一弾としてDVDが発売された。
いわゆるFLASHアニメと呼ばれる、Adobe Flashによって少人数で作られた低予算アニメ。絵柄は原作に忠実なものになっているが、全3巻の原作を45分程度に収めるため、かなり大胆な構成を行っている。

### スタッフ
- 監督・脚本：春日森春木
- 原作・監修：漫☆画太郎『地獄甲子園』（集英社／ジャンプコミックス刊）
- 音楽プロデュース：BENTEN
- 音楽制作：1869 -iwarock-
- 制作：パンダ工場
- 製作：集英社
- 製作：Liverpool

### キャスト
- 校長、教頭、ナレーション、アナウンサー：坂本頼光
- メガネ、パンチ：櫻井市長（西麻布ヒルズ）
- 野球十兵衛：学（すっぽん大学）
- 外道監督、ゴリラ：東方力丸
- ほういち、不良：横須賀歌魔呂
- 番長、デブ山：ドン・クサイ
- 酔っ払い、外道高校部員A：へプリスギョン岩月
- サル島、ウグイス嬢、ナレーション：亜沙
- 女の子：折山みゆ